# 朱安涘
義寧昭安王朱安涘（1470年—1522年），明朝周藩第一代義寧王，周惠王朱同䥝的庶第四子。

## 生平
成化十二年（1476年）五月，獲賜名安涘。朱安涘初封鎮國將軍。弘治二年（1489年）九月，進封義寧王。弘治三年（1490年）十一月，獲給歲祿一千石，米鈔中半兼支。
弘治七年（1494年），朱安涘與平樂王朱安泛各奏稱巡撫河南右副都御史徐恪擅減祿米，徐恪亦具奏。明孝宗命給事中李漢等人前往開封府勘查，發現雙方所奏皆不實。朱安涘、朱安泛因年幼而被寬恕，仍降敕切責。徐恪則免於逮問，停俸三個月，與巡撫湖廣都御史韓文互調職位。
弘治十三年（1500年），朱安涘因縱欲無厭、誣陷父兄之罪被革爵閒住。朱安涘被革爵多年後，奏請復爵，母閻氏亦為之請。正德五年（1510年），禮部議稱，朱安涘所犯有違祖訓，但與平樂王朱安泛等人的罪行有所不同。明武宗下旨令覆議，禮部稱朱安涘革祿已久，艱苦亦備。於是，朱安涘得以復爵。
嘉靖元年（1522年），朱安涘去世，享年五十三歲，諡號昭安。五年後，嫡第二子朱睦櫸襲爵。

## 家庭

### 子
- 庶長子：鎮國將軍朱睦樈
- 嫡第二子：義寧長子→義寧榮懿王朱睦櫸
- 庶第三子：鎮國將軍朱睦榴[9]